# Friedrich Christian Bressand
Friedrich Christian Bressand (* um 1670 in Durlach; † 11. April 1699 in Wolfenbüttel) war ein deutscher Dichter und Opernlibrettist der Barockzeit.

## Leben
Bressands allzu kurzes Leben spielte sich vorwiegend im Dienste deutscher Höfe ab. Von seiner Geburt als Sohn des markgräflichen Mundkochs in der badischen Residenzstadt Durlach bis zu seinem Tod in der braunschweigischen Residenzstadt Wolfenbüttel war er stets vom höfischen Zeremoniell umgeben. Mit der Zerstörung von Schloss und Stadt Durlach durch französische Truppen im Jahre 1689 sah er sich zur Flucht gezwungen. Dank verwandtschaftlicher Beziehungen fand er Unterschlupf am Hofe des kunstsinnigen und opernbegeisterten Herzogs Anton Ulrich von Braunschweig, der 1690 das Opernhaus am Hagenmarkt in Braunschweig bauen ließ.
Da der Herzog selbst Opernlibretti schrieb, avancierte Bressand schnell und konnte ihn bei der Organisation theatralischer Veranstaltungen unterstützen. Beginnend mit deutschen Arrangements französischer und italienischer Opern, schuf er bald eine bedeutende Zahl eigener Opernlibretti mit leicht komponierbaren Texten, die bei den damaligen Komponisten derart beliebt waren, dass viele seiner Libretti mehrmals komponiert wurden. Selbst in der mit Librettisten reich versorgten Hamburger Oper am Gänsemarkt schätzte man seine Operndichtungen, die sogar von Poeten vom Range eines Christian Heinrich Postel hoch anerkannt wurden. Erst neunundzwanzigjährig verstarb Bressand plötzlich in Wolfenbüttel nach zehnjähriger enorm produktiver Schaffenszeit.

## Werk- und Literaturverzeichnis
- Gerhard Dünnhaupt: Friedrich Christian Bressand (1670?–1699). In: Personalbibliographien zu den Drucken des Barock, Band 2. Hiersemann, Stuttgart 1990, ISBN 3-7772-9027-0, S. 795–815.